# ژرفاب اقیانوس اطلس شمالی

آب عمیق اقیانوس اطلس شمالی به عنوان یکی از چندین نقطه احتمالی در سیستم آب و هوایی در نظر گرفته می‌شود.

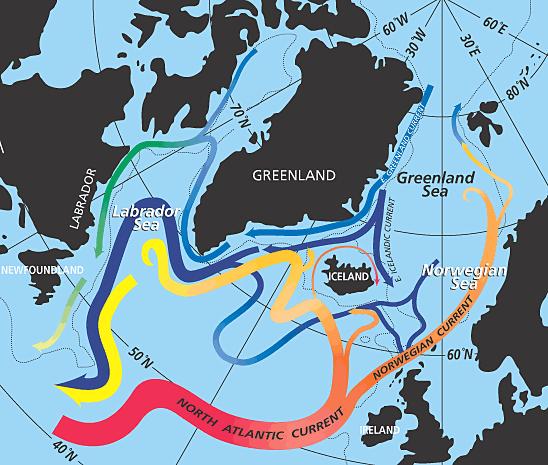
الگوهای گردش خون در اقیانوس اطلس شمالی آب سرد و متراکم به رنگ آبی نشان داده شده است که از عرض‌های جغرافیایی بالایی به سمت جنوب جریان دارد، در حالی که آب گرم و متراکم کمتر که با رنگ قرمز نشان داده شده است، از عرض‌های جغرافیایی پایین به سمت شمال جریان دارد.

ژرفاب اقیانوس اطلس شمالی (به انگلیسی: North Atlantic Deep Water) یک توده آب عمیق است که در اقیانوس اطلس شمالی تشکیل شده است. گردش دماشوری (که به درستی به عنوان گردش واژگونی نصف‌النهار توصیف می‌شود) اقیانوس‌های جهان شامل جریان آب‌های سطحی گرم از نیمکره جنوبی به اقیانوس اطلس شمالی است. آبی که به سوی شمال جریان دارد، از طریق تبخیر و آمیختگی با دیگر توده‌های آب اصلاح می‌شود و سبب افزایش شوری می‌شود. هنگامی که این آب به اقیانوس اطلس شمالی می‌رسد، به دلیل کاهش دما و افزایش شوری و در نتیجه افزایش چگالی، از طریق همرفت سرد و فرومی‌رود. ژرفاب اقیانوس اطلس شمالی خروجی این لایه عمیق ضخیم است که با شوری زیاد، محتوای اکسیژن بالا، حداقل مواد مغذی، 14 C/ 12 C بالا، و کلروفلوئوروکربن‌ها (CFC) قابل تشخیص است.
کلروفلوئوروکربن‌ها مواد انسان‌زایی هستند که از تبادل گاز با جو وارد سطح اقیانوس می‌شوند. این ترکیب متمایز اجازه می‌دهد تا مسیر آن را با مخلوط شدن با ژرفاب قطبی (CDW) ردیابی کنیم که به نوبه خود اعماق اقیانوس هند و بخشی از اقیانوس آرام جنوبی را پر می‌کند. ژرفاب اقیانوس اطلس شمالی و تشکیل آن برای گردش واژگونی نصف‌النهار اقیانوس اطلس (AMOC) ضروری است، که مسئول انتقال مقادیر زیادی آب، گرما، نمک، کربن، مواد مغذی و دیگر مواد از اقیانوس اطلس گرمسیری به اقیانوس اطلس با عرض جغرافیایی میانی و بلند است.
در مدل تسمه نقاله گردش دماشوری اقیانوس‌های جهان، غرق شدن ژرفاب اقیانوس اطلس شمالی آب‌های اقیانوس اطلس شمالی را به سوی شمال می‌کشد. با این حال، تقریباً مطمئناً این ساده‌سازی بیش از حد رابطه واقعی بین تشکیل ژرفاب اقیانوس اطلس شمالی و قدرت جریان خلیج / رانش اقیانوس اطلس شمالی است.
ژرفاب اقیانوس اطلس شمالی دمای ۲–۴ درجه سلسیوس با شوری ۳۴٫۹–۳۵٫۰ psu دارد و در عمق بین ۱۵۰۰ تا ۴۰۰۰ متر یافت می‌شود.